# Алдома (монтёрский пункт)

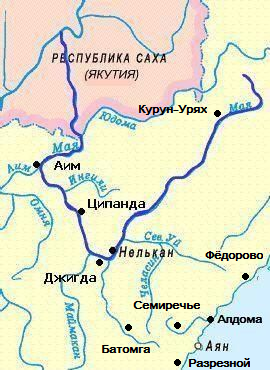

Алдо́ма — монтёрский пункт в Аяно-Майском районе Хабаровского края. Входит в состав сельского поселения «Село Аян».

## География
Монтёрский пункт находится на берегу одноимённой бухты Охотского моря, в устье реки Алдома, на расстоянии примерно 50 км к северо-востоку от села Аян, административного центра района.

## Население
| 2002 | 2010 | 2011 | 2012 | 2019 | 2021 |
| ---- | ---- | ---- | ---- | ---- | ---- |
| 1    | ↘0   | →0   | →0   | →0   | →0   |

## Инфраструктура
Монтёрский пункт создан для ремонта автозимника, а также поддержания в рабочем состоянии проводной линии связи Магадан — Москва.